# Бобрувка (Монькский повет)
Бобрувка (пол. Bobrówka) — деревня в Монькском повете Подляского воеводства Польши. Входит в состав гмины Ясвилы. По данным переписи 2011 года, в деревне проживало 369 человек.

## География
Деревня расположена на северо-востоке Польши, на расстоянии приблизительно 16 километров к северо-востоку от города Моньки, административного центра повета. Абсолютная высота — 147 метров над уровнем моря. К востоку от населённого пункта проходит национальная автодорога 8 (E 67).

## История
Деревня была основана в 1557 году. В конце XVIII века деревня входила в состав Бельского повета Подляшского воеводства Королевства Польского.

Согласно «Указателю населенным местностям Гродненской губернии, с относящимися к ним необходимыми сведениями», в 1905 году в деревне Бобровка проживало 700 человек. В административном отношении деревня входила в состав Ясвильской волости Белостокского уезда (4-го стана).

В период с 1975 по 1998 годы Бобрувка являлась частью Белостокского воеводства.